# 查红彬
查红彬（1962年9月1日—），安徽太湖人，北京大学信息科学技术学院教授，研究领域为智能科学技术、计算机视觉。中华人民共和国教育部第二批“长江学者”特聘教授。

## 生平
1990 年获日本九州大学博士，同年留校任教，后担任北京大学教授。